# Rasmus Sjöstedt
Rasmus Sjöstedt, né le 28 février 1992 à Färjestaden en Suède, est un footballeur suédois qui évolue au poste de défenseur central au Kalmar FF.

## Biographie

### En club
Né à Färjestaden en Suède, Rasmus Sjöstedt commence le football avec le club local du Färjestadens GoIF (en) avant d'être formé par le Kalmar FF. Il joue son premier match en professionnel avec ce club, le 21 avril 2012, lors d'une rencontre de championnat face au Gefle IF. Il est titularisé au poste d'arrière droit et son équipe s'incline par un but à zéro.
Le 3 janvier 2014, Rasmus Sjöstedt rejoint librement le Falkenbergs FF sous la forme d'un prêt d'une saison.
Il joue son premier match pour le Falkenbergs FF le 5 avril 2014, lors de la deuxième journée de la saison 2014 face à l'IF Brommapojkarna. Il entre en jeu et son équipe s'impose par un but à zéro.
En janvier 2015, Sjöstedt rejoint définitivement le Falkenbergs FF. Le transfert est annoncé le 12 décembre 2014 et l signe un contrat de deux ans, soit jusqu'en décembre 2016.
Avec la relégation de Falkenbergs à l'issue de la saison 2016, Sjöstedt annonce son départ du club en novembre 2016 alors que son contrat se termine à la fin de l'année.
Rasmus Sjöstedt rejoint alors librement le club chypriote de l'Aris Limassol le 2 janvier 2017.
Il ne reste que six mois à l'Aris Limassol et rejoint Israël le 2 juillet 2017 pour s'engager avec l'Hapoël Haïfa.
Le 16 août 2019, Rasmus Sjöstedt prend la direction de la Grèce afin de signer un contrat de deux ans avec le Panetolikós FC.
En janvier 2021, Rasmus Sjöstedt fait son retour au Kalmar FF. Le transfert est annoncé dès le 16 octobre 2020 et il rejoint le club librement.
Sjöstedt inscrit son premier but pour Kalmar le 23 mai 2021, lors d'une rencontre de championnat face à l'Hammarby IF. Titulaire, il marque le but vainqueur de son équipe sur un service d'Oliver Berg (2-1 score final).

### En sélection
Rasmus Sjöstedt représente la Suède en sélection, comptant une sélection avec les moins de 17 ans et une autre avec les moins de 19 ans.